# Dieter Thomas Heck

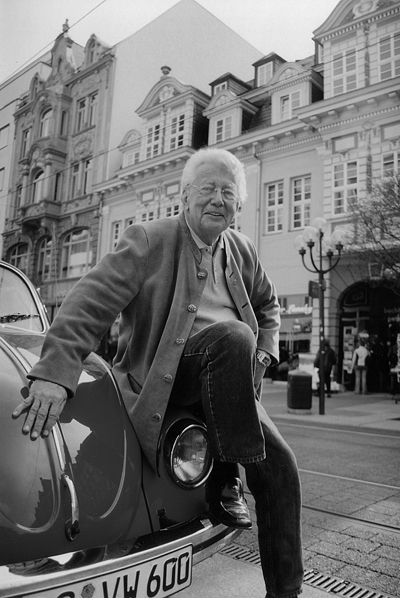
Dieter Thomas Heck, 2003

Dieter Thomas Heck (* 29. Dezember 1937 als Carl-Dieter Heckscher in Flensburg; † 23. August 2018 in Berlin) war ein deutscher Moderator, Schlagersänger, Schauspieler, Showmaster, Produzent und Entertainer.

## Leben

### Kindheit

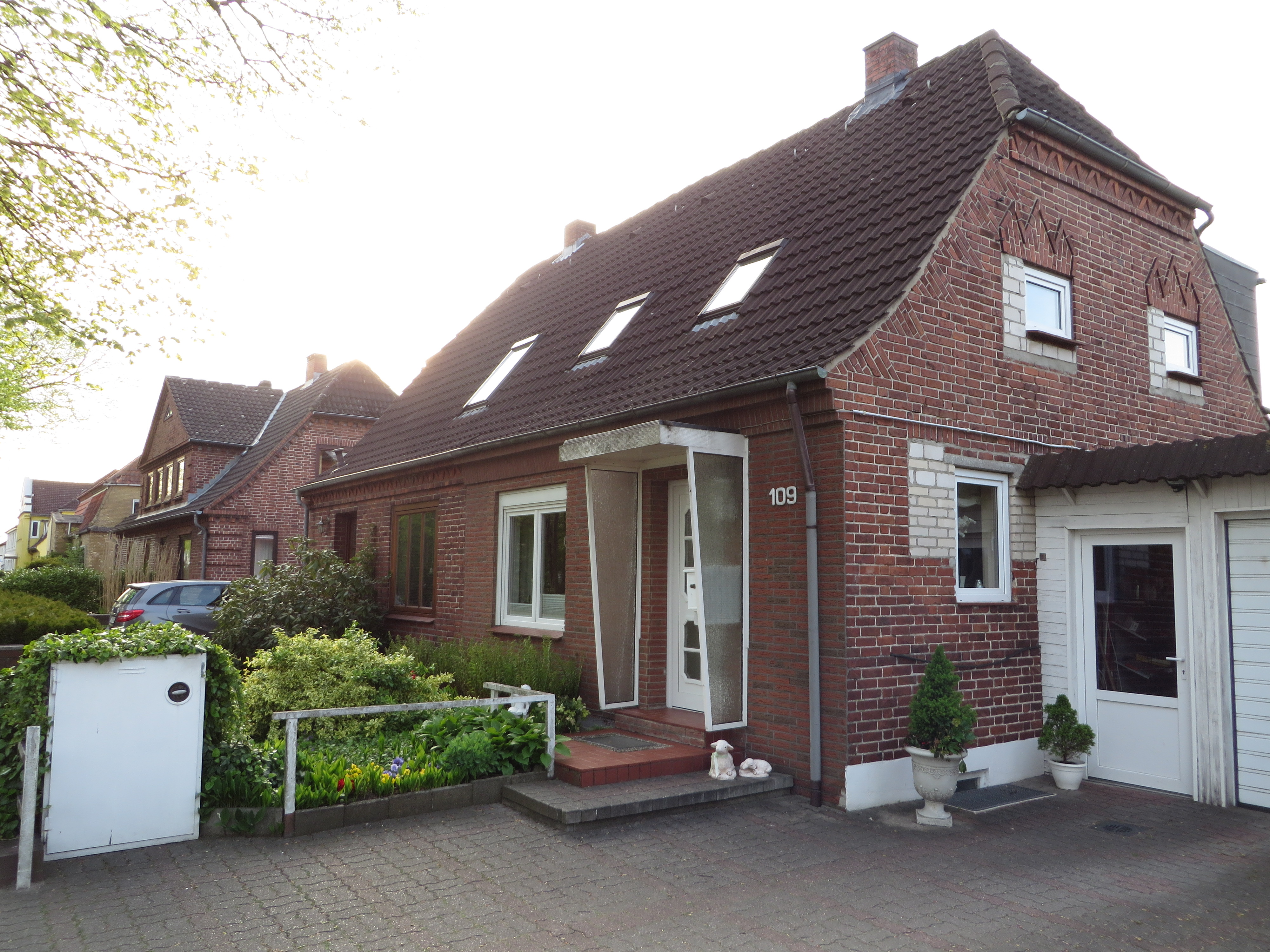
Elternhaus von Dieter Thomas Heck in Flensburg-Mürwik

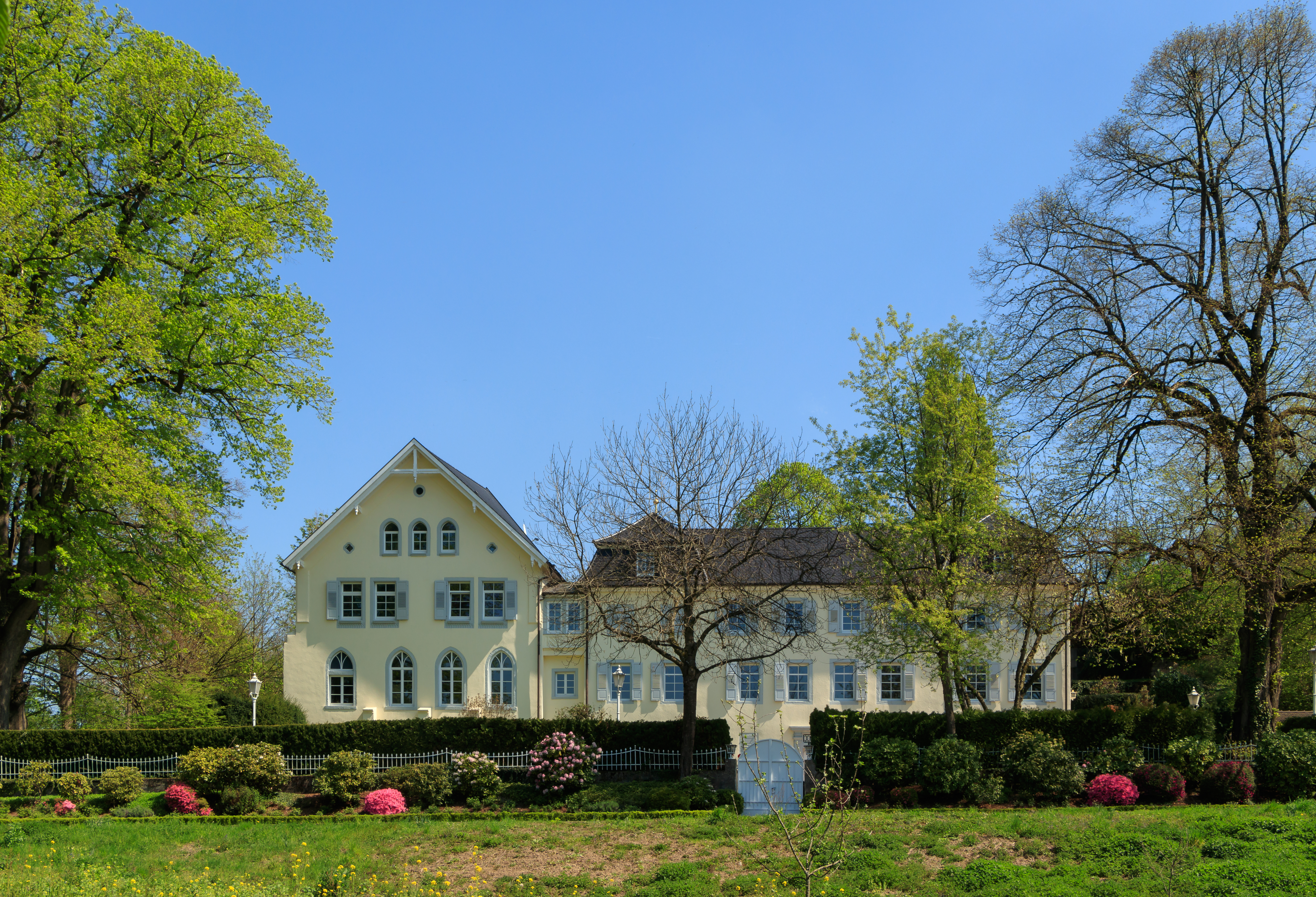
Schloss Aubach in Lauf.
Hier lebten Dieter Thomas Heck und seine Frau Ragnhild von 1986 bis April 2009.

Heck wurde als Carl-Dieter Heckscher in Flensburg geboren, wo seine Eltern im Stadtteil Mürwik in der Tirpitzstraße 109 wohnten. Hecks Vater Nils Heckscher war ein außerehelicher Sohn des Carl Gustav Prinz zu Ysenburg und Büdingen (1875–1941). Als Heck wenige Wochen alt war, zogen seine Eltern mit ihm nach Hamburg, da sein Vater als Verkaufsleiter einer Limonaden-Firma dorthin versetzt worden war. Daher wuchs Dieter Thomas Heck in der Hansestadt auf.
Im Alter von fünf Jahren wurde er bei einem nächtlichen Bombenangriff in Hamburg unter einer Kellertreppe verschüttet. Wegen dieses Traumas begann Heck nach seiner Rettung zu stottern, was er mit einer Gesangsausbildung wieder ablegte. Diese führte auch zu seiner Fähigkeit als Schnellsprecher. Nach Abschluss der Mittelschule und einer technischen Oberschule absolvierte er eine Ausbildung zum Technischen Kaufmann bei der Hamburger Borgward-Generalvertretung Hugo Pfohe und war dort anschließend noch einige Zeit als Automobilverkäufer tätig, verließ das Unternehmen aber noch vor dem Konkurs der Borgward-Gruppe.

### Anfänge der Showkarriere
Unter dem Namen „Dieter Heckscher“ trat er 1959 in Peter Frankenfelds Talentshow toi, toi, toi als Sänger mit dem Peter-Alexander-Titel Ein bisschen mehr in der Harburger Friedrich-Ebert-Halle auf und sang 1961 in der Vorentscheidung des Grand Prix Eurovision de la Chanson. Um seine Gesangskarriere zu forcieren, wechselte er für 400 DM Monatsgehalt (heute inflationsbereinigt etwa 1.087 Euro) zu einem Plattenverlag. Bei einem Besuch des Südwestfunks in Baden-Baden am 26. November 1963 bat ihn Herbert Falk, der Abteilungsleiter Rundfunk, gleich im Studio als fiktiver Gast ein Interview zu geben, da der eigentliche Gast ausgefallen sei. Der Moderator stellte dabei derart ungeschickte Fragen, dass Heck das Gespräch selbst in die Hand nahm und daraufhin von Falk ein Angebot für eine Radiosendung erhielt. Fortan ging Heck jeden Samstag für 90 Minuten auf Sendung.

### Radio Luxemburg
Im Frühjahr 1964 rief Camillo Felgen mit der Bitte um eine Urlaubsvertretung beim Südwestfunk an. Der Urlaubsvertretung folgte dann von Februar 1965 bis zum September 1966 eine Zeit bei Radio Luxemburg. Dort war es üblich, sich beim Vornamen zu nennen. Weil es aber schon einen Charly und einen Dieter gab, kam Heck auf die Idee, für sich einen neuen Namen suchen zu lassen. Hierzu startete die Jugendzeitschrift Bravo einen Aufruf unter der Überschrift: „Diskjockey ohne Namen“. Die Leser fanden den Namen Thomas am passendsten, woraufhin sich der heute bekannte Name Dieter Thomas Heck ergab, wobei Thomas zunächst noch in Anführungszeichen gesetzt war, diese aber sehr bald entfielen. Bei Radio Luxemburg arbeitete er mit Frank Elstner zusammen, mit dem er bis ans Lebensende freundschaftlich verbunden war.

### Europawelle Saar
Die Zeit bei Radio Luxemburg endete rasch, da es den Moderatoren sowohl verboten war, eigene Platten zu spielen, als auch eigene Werbeverträge einzugehen. Es folgte das Engagement bei der Europawelle Saar des Saarländischen Rundfunks. Heck forcierte dort den deutschen Schlager, ein unter den meisten Moderatoren unbeliebtes Segment. Seine Sendung Die Deutsche Schlagerparade geriet dabei überaus erfolgreich, woraufhin mehrere Schlager-Schallplatten mit seinen Moderationen erschienen. Zusammen mit seinem Chef erfand Heck überdies 1967 die Goldene Europa, einen Preis, der die deutschen Sänger würdigte.

### ZDF
Dem Rundfunk- und Fernsehregisseur des Saarländischen Rundfunks Truck Branss sagte die Musik, welche Die Deutsche Schlagerparade spielte, nicht zu. Ihn beeindruckten aber die zwei Millionen Zuhörer. Deswegen bot er Heck eine Fernsehsendung an. Die beiden ersannen ein Konzept und schickten es dem Saarländischen Rundfunk. Dieser hatte an einer Fernsehsendung aber kein Interesse, während der ZDF-Unterhaltungschef zusagte. Daraufhin präsentierte Heck von 1969 bis 1984 insgesamt 183 Mal (ohne Sonderausgaben) die ZDF-Hitparade. Nach anfänglicher Kritik der Medien etablierte sich die ZDF-Hitparade schnell als eine der wichtigsten Musiksendungen der 1970er- und 1980er-Jahre.
Für das ZDF moderierte Heck auch 4 gegen 4 (1971–1973), Die Pyramide (1979–1994), Schwarz auf Weiß, Ihr Einsatz bitte – Made in Germany (1987–1990), das Wunschkonzert Musik liegt in der Luft (1991–1998), Das ist ihr Leben (1994–1996), Das große Los (1996–2000), Showpalast (1999–2000), Das Sommer-Hitfestival (1999–2007, ab 2002 Das ZDF-Sommerhitfestival) und Das Silvester-Hitfestival (einmalig 2001).
Im Zuge der Programmreform kündigte das ZDF an, Hecks Unterhaltungs- und Benefiz-Sendungen (Das Sommerhitfestival, Melodien für Millionen) einzustellen. Der Ende 2007 auslaufende Vertrag mit Heck wurde nicht verlängert. Am 18. November 2007 gab der Moderator nach 38 Jahren und genau 11 Monaten seinen Rücktritt von der Bühne bekannt und verabschiedete sich von seinem Publikum.
Das ZDF ehrte ihn am 29. Dezember 2007 mit einer Überraschungsshow unter dem Motto „Danke, Dieter Thomas Heck!“ zu seinem 70. Geburtstag, moderiert live aus Berlin von Johannes B. Kerner. Dabei waren viele Künstler, die bei Heck in der ZDF-Hitparade aufgetreten waren, unter anderem Costa Cordalis, Bernd Clüver, Udo Jürgens, Paola und Rolf Zuckowski.
Spendengala Melodien für Millionen
Von 1994 bis 2007 präsentierte Heck die erfolgreiche Benefiz-Gala Melodien für Millionen zugunsten der Deutschen Krebshilfe. In 18 Ausgaben der Show wurden insgesamt mehr als 50 Millionen Euro für die Krebsbekämpfung in Deutschland gesammelt. In einem Nachruf würdigte 2018 die Hilfsorganisation den Verstorbenen: „Mit seinem überragenden Einsatz für krebskranke Menschen war er der Deutschen Krebshilfe eng verbunden. Während seiner Sendungen hat er in zahlreichen Gesprächen mit Krebspatienten einfühlsam und offen über deren Schicksale gesprochen, ihnen aber auch Hoffnung vermittelt, dank der Fortschritte in Forschung und Medizin.“

### Weitere Aktivitäten

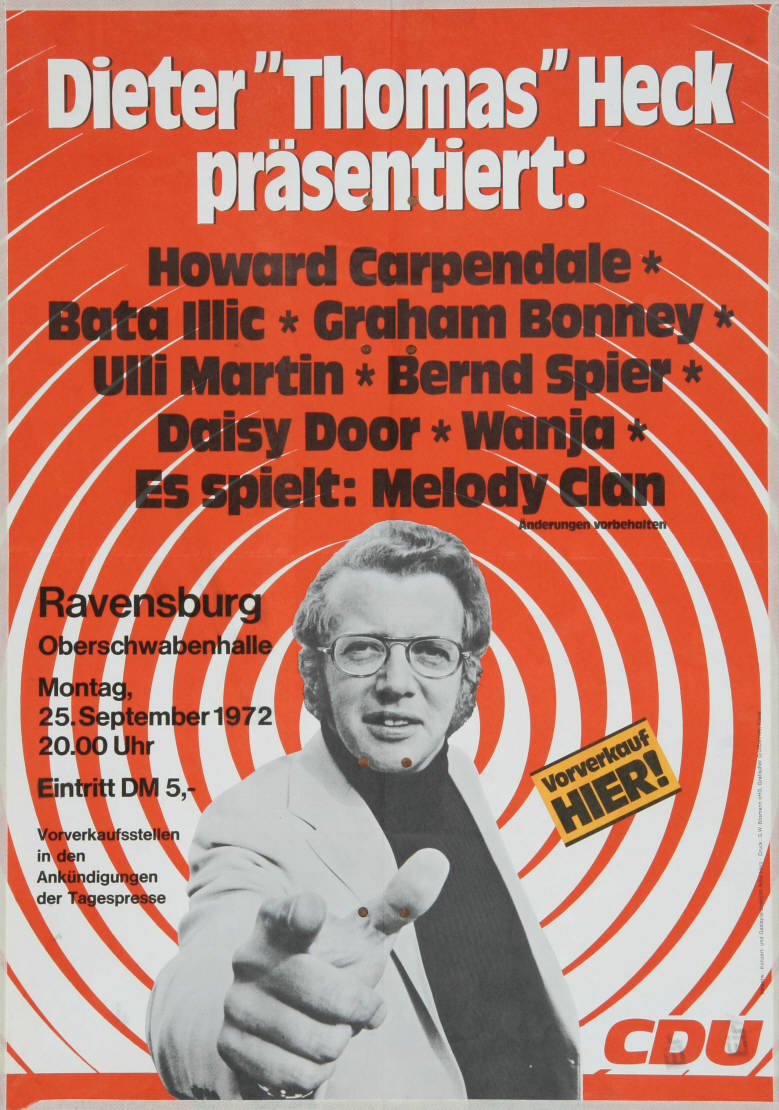
Dieter Thomas Heck im Jahr 1972 auf einem Ankündigungsplakat für eine Musikveranstaltung der CDU in Ravensburg

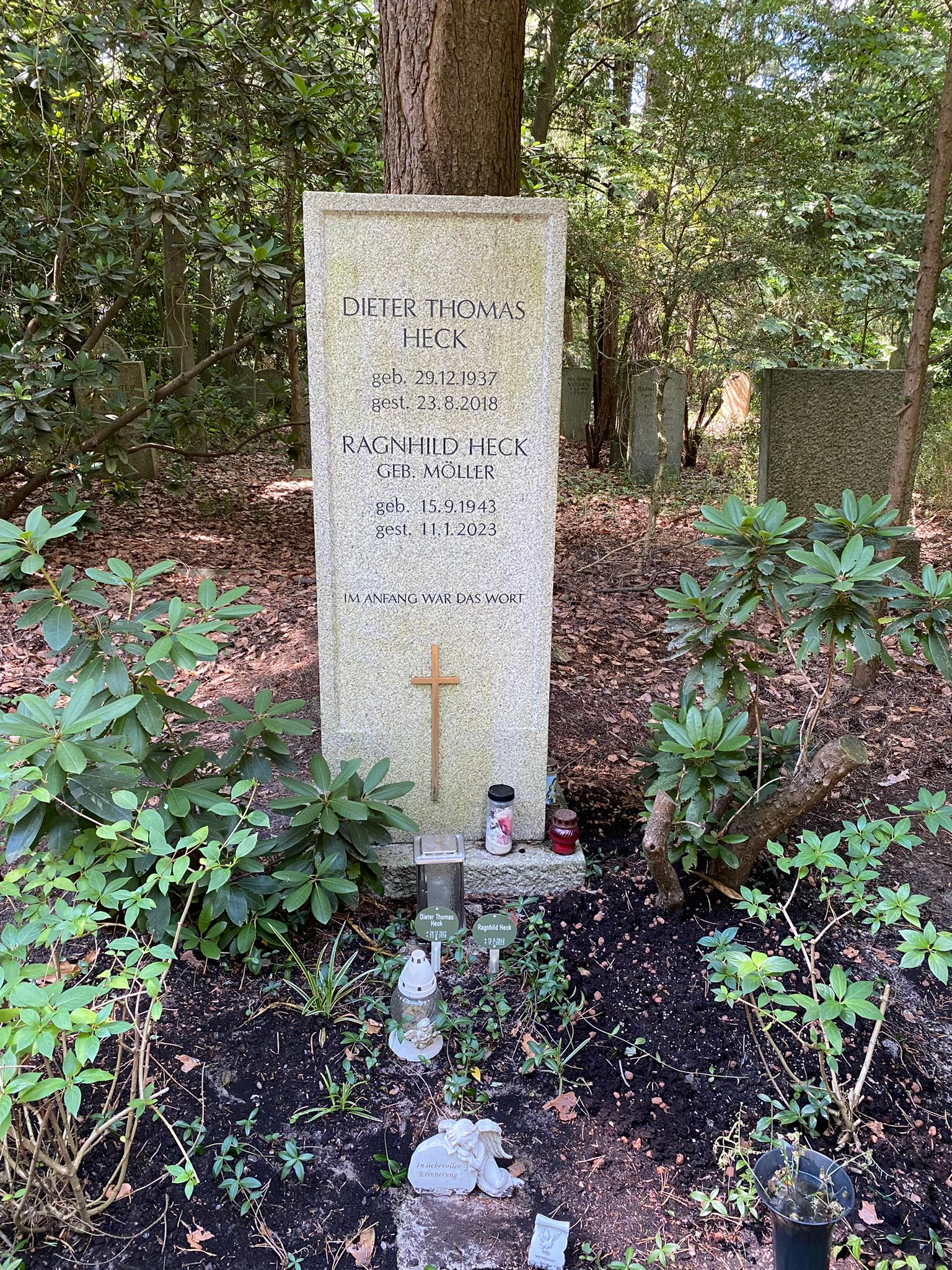
Grabstein auf dem Südwestkirchhof Stahnsdorf

Heck war Moderator von Hundert,6, einem der ersten beiden privaten Hörfunksender in Berlin. Der von 1981 bis 2007 vergebene Preis Goldene Stimmgabel wurde von ihm initiiert.
1970 spielte Heck den Showmaster im vielbeachteten Fernsehspiel Das Millionenspiel. Als Schauspieler trat er in Gastrollen in Fernsehkrimiserien wie z. B. Tatort und Die Rosenheim-Cops oder in der Vorabendserie Praxis Bülowbogen auf.
Heck nahm ab 1959 einige Singles auf, darunter 1970 Good Morning, eine Coverversion des gleichnamigen Originals von Leapy Lee und Es ist Mitternacht, John, erschienen 1981. Letztere Single wurde auch seine bekannteste und konnte sich in deutschen Schlagerparaden viele Wochen lang platzieren. Er sang auch unter den Pseudonymen Dieter Heck und Teddy Lombardo.
Im Radio moderierte er bei SWF1 von 1982 bis 1989 die Sendungen Gute Laune aus Südwest und Vom Telefon zum Mikrofon sowie beim Bayerischen Rundfunk 13 Jahre die Sendung Start ins Wochenende. Er war erster Schirmherr des Aktions- und Gedenktages „Tag des Deutschen Schlagers“ (2009).
Heck war bekennender CDU-Anhänger und nahm oft aktiv an Wahlkampfveranstaltungen teil. Heck leistete eine Spende über 10.000 DM an Helmut Kohl, der damit im Jahr 2000 in der Schwarzgeldaffäre den Schaden der CDU auszugleichen versuchte. Er engagierte sich auch für den Tierschutz und war Mitglied im Verein Deutsche Sprache.
Privat sammelte er Fahrzeuge der Marke Borgward, für die er selbst als Verkäufer gearbeitet hatte, und war Ehrenmitglied einer Interessengemeinschaft für Borgward-Oldtimer.

### Privatleben
Dieter Thomas Heck ließ sich 1974 von seiner ersten Frau Edda Heckscher († 2000) scheiden. Aus dieser Ehe stammen zwei Söhne. 1976 heiratete er Ragnhild Möller († 2023). Das Paar hatte eine Tochter. Bis 2009 lebte er insgesamt 23 Jahre lang auf Schloss Aubach in Lauf in Baden-Württemberg. Danach hatte er seine Wohnsitze in Brunnen in der Schweiz und in Águilas in Spanien. Heck war ein starker Raucher, bevor er 2005 den Zigarettenkonsum aufgab, und litt an der chronischen Lungenerkrankung COPD. Er starb am 23. August 2018 im Alter von 80 Jahren in einem Berliner Krankenhaus und wurde im Rahmen einer Urnenbeisetzung im engsten Familienkreis auf dem Südwestkirchhof Stahnsdorf bestattet. Sein jüngerer Bruder Peter Heckscher starb Ende September 2018 im Alter von 73 Jahren. Am 11. Januar 2023 starb Ragnhild Heck im Alter von 79 Jahren.

## Filmografie

### Kino
- 1961: Schlagerparade 1961 (Film)
- 1971: Hurra, bei uns geht’s rund (Film)
- 1983: Pankow ’95 (Film)
- 1991: Manta – Der Film (Film)
- 1998: Und vor mir die Sterne... – Das Leben der Schlagersängerin Renate Kern (Dokumentarfilm)

### Fernsehen

#### Fernsehfilme und Fernsehserien
- 1970: Das Millionenspiel (Film)
- 1971: Glückspilze
- 1972: Sternschnuppe
- 1973: Klimbim (TV-Serie)
- 1977: Das Leben kann so schön sein … (Westdeutsches Schulfernsehen)
- 1978: Café Wernicke (TV-Serie)
- 1981: Tatort – Beweisaufnahme (TV-Kriminalreihe)
- 1987 bis 1993: Praxis Bülowbogen (TV-Serie)
- 1992: Tatort – Stoevers Fall (TV-Kriminalreihe)
- 1993: Salto Postale (Sitcom)
- 1994: Heimatgeschichten (TV-Serie)
- 1995: Peter Strohm (Krimiserie, 1 Folge)
- 2003: In aller Freundschaft (Fernsehserie, Folge 176: Im Zweifel für den Angeklagten)[23]
- 2008: Die Rosenheim-Cops (Folge 121: Bis dass der Tod sie scheidet) (Krimiserie)[24]
- 2008: Die Rosenheim-Cops (Folge 127: Tut Harry Norden morden?) (Krimiserie)
- 2009: SOKO Stuttgart (Judaslohn) (Krimiserie)
- 2010: Die Rosenheim-Cops (Folge 174: Voodoo in Rosenheim) (Krimiserie)
- 2010: Die Rosenheim-Cops (Folge 175: Eine Hochzeit und ein Todesfall) (Krimiserie)
- 2010: C.I.S. – Chaoten im Sondereinsatz (Film)
- 2015: Notruf Hafenkante (Folge 229: Angst) (Krimiserie)

#### Fernsehshows
- 1969–1984: ZDF-Hitparade
- 1969: Deutscher Schlagerwettbewerb
- 1971: Das Kreuzworträtselspiel (2 Folgen)
- 1972–1973: 4 gegen 4 (5 Folgen)
- 1979–1994: Die Pyramide
- 1981–1989: Der Tag des deutschen Schlagers
- 1981–2007: Die goldene Stimmgabel
- 1985: Zehnkampf der Fernsehfans (einmalige Show)
- 1985: Hits, Hits, Hits – Schlager, die man nicht vergißt (einmalige Show)
- 1985–2007: Melodien für Millionen
- 1987–1990: Ihr Einsatz bitte
- 1987–1988: Schwarz auf weiß
- 1988–1989: So läuft’s richtig
- 1988–2000: Die Deutsche Schlagerparade (Produktion, 2 Moderationen 1994)
- 1991–1998: Musik liegt in der Luft
- 1992: Schlager 1992 – Deutsches Song-Festival Böblingen
- 1992–1994: Das ist Ihr Leben
- 1994: Die Superhitparade aus dem ZDF Fernsehgarten, Teil 1: 1969–1973,[25] Teil 2: 1974–1978[26]
- 1994, 1997–1999: Deutsche Schlagerfestspiele
- 1996–2000: Das große Los
- 1999–2000: Showpalast (Nachfolgesendung von Musik liegt in der Luft)
- 1999–2007: Sommerhitfestival (Produktion und Moderation)
- 2001: ZDF-Fernsehgarten (eine Folge als Vertretung für Andrea Kiewel wegen Babypause)
- 2001: Freddy Quinn – Eine Ikone wird 70 (einmalige Show)

#### Gastauftritte (Auswahl)
- 1959: Toi-Toi-Toi (erster TV-Auftritt, als Carl-Dieter Heckscher)
- 2013: 50 Jahre ZDF – Die große Jubiläumsshow (Moderation: Maybrit Illner)
- 2016: Unsere größten Hits (Moderation: Johannes B. Kerner)

## Hörfunk

### Radioshows
- 1963 und 1964: Moderation beim Südwestfunk
- 1965 und 1966: Moderation bei RTL Radio Luxemburg
- 1966: Die Deutsche Schlagerparade (Europawelle Saar)
- 1982 bis 1989: Gute Laune aus Südwest und Vom Telefon zum Mikrofon (SWR)
- 1980er Jahre: Start ins Wochenende (Bayern 1)
- 1980er Jahre: Moderation bei Radio Hundert,6 (Berlin)

### Hörspiele (Auswahl)
- 1970: J. Michael Yates: Das Ratespiel (The Panel) – Regie: Wolfgang Schenck
- 1972: Gabriele Wohmann: Tod in Basel – Regie: Klaus Mehrländer
- 1973: Gilbert C. Golo: Die Jumbo-Krise oder up and away mit einer Million – Regie: Klaus Mehrländer
- 1978: Pietro Formentini: Chronik eines soeben fertiggestellten Hauses – Regie: Walter Adler
- ab 1986: Fritz Hellmann: Arborex und der Geheimbund KIM (Serie) – Regie: Hans Joachim Herwald

## Auszeichnungen
- 1970: Goldene Kamera in der Kategorie Beste Sendung für junge Leute für die ZDF-Hitparade (HÖR ZU-Leserwahl)
- 1976: Goldener Nürnberger Trichter der Nürnberger Trichter Karnevalsgesellschaft
- 1984: Verdienstkreuz am Bande der Bundesrepublik Deutschland
- 1999: Saarländischer Verdienstorden[27]
- 2000: Verdienstmedaille des Landes Baden-Württemberg
- 2001: Goldene Feder – Sonderpreis für sein karitatives Engagement
- 2003: Verdienstorden des Landes Rheinland-Pfalz
- 2008: Echo – Sonderpreis für herausragende Verdienste um die deutschsprachige Musik
- 2009: Verdienstkreuz 1. Klasse der Bundesrepublik Deutschland
- 2009: Ehrenbürger von Lauf
- 2010: Orden des Estnischen Roten Kreuzes[28]
- 2012: German DJ Award für sein Lebenswerk
- 2012: Deutscher Musikpreis
- 2014: Hans-Rosenthal-Ehrenpreis[29][30]
- 2017: Goldene Kamera für sein Lebenswerk

## Veröffentlichungen
Bücher
- Dieter Thomas Heck: Mein Hitparaden-Buch. Axel Springer Verlag, Hamburg 1984. (Taschenbuch)
- Dieter Thomas Heck: Der Ton macht die Musik. Erinnerungen. Universitas-Verlag, 1990, ISBN 978-3-8004-1183-2.
- Hermann J. Huber: Langen Müller’s Schauspielerlexikon der Gegenwart. Deutschland. Österreich. Schweiz. Langen Müller Verlag GmbH. München/Wien 1986, ISBN 3-7844-2058-3, S. 372.
- Peter Lanz: Dieter Thomas Heck – Die Biographie. Edel Germany, Hamburg 2011, ISBN 978-3-8419-0101-9.
- Andreas Tichler: Die Chronik der ZDF-Hitparade. Die Ära Dieter Thomas Heck von 1969–1984. JAM Music Lab University Press (Nova MD), 2019, ISBN 978-3-96443-393-0.
- Andreas Tichler: Stadlpost Spezial. 50 Jahre ZDF Hitparade. Stadl Media GmbH (Nova MD), 2019, ISBN 978-3-96443-487-6.
- Dieter Thomas Heck im Munzinger-Archiv (Artikelanfang frei abrufbar)

Dokumentationen
- Ganz persönlich – Die Dieter Thomas Heck Dokumentation. DVD, 2013.